# Agent altéragène
Un agent altéragène est un agent physique ou chimique d'origine extérieure, qui altère les cellules. Il peut atteindre les organismes entrant directement ou indirectement en contact avec lui.